# Colostygia alboviridaria
Colostygia alboviridaria là một loài bướm đêm trong họ Geometridae.